# Pendomer
Pendomer – wieś w Anglii, w Somerset, w dystrykcie (unitary authority) Somerset, w civil parish Closworth. W 1931 roku civil parish liczyła 54 mieszkańców. Pendomer jest wspomniana w Domesday Book (1086) jako Penne/Penna.